# Нумидийцы
Нумидийцы (лат. numidae, др.-греч. νομαδιoς от др.-греч. νομαδος, «кочевники») — греко-римское название берберских племён, которые обитали на территории современного Туниса и Алжира. Другим (и более древним) их именем является этноним «максии» или «макситане».
На территории, которая им принадлежала, финикийцы основали свои колонии — Утику, Гиппон Регий, Гиппон Диаррит, Гадрумет, Карфаген и др. В 814 году до н. э. нумидийский вождь Ярбас сватался к карфагенской основательнице Элиссе, возможно, надеясь получить её город в «приданое», но неудачно. По некоторым данным, после гибели Элиссы карфагеняне вынуждены были воевать, и война завершилась не в пользу финикийцев — до 50-х гг. VI века до н. э. Карфаген уплачивал соседям дань. Со временем, однако, нумидийцев оттеснили от побережья, а сами они превратились в союзников карфагенян — уже в конце того же VI века они вместе боролись с попытками греков основать свои колонии на африканском побережье.
По меньшей мере до III века до н. э. существовало разделение нумидийцев на «масилов» (восточных нумидийцев) и «масесилов» (западных нумидийцев). С помощью римлян правитель масесилов Масинисса объединил под своей властью всех нумидийцев, создав самостоятельное государство — Нумидию (201 год до н. э.). При правлении Масиниссы началась активная урбанизация племён, а кочевники начали переходить к оседлости, иногда принудительно. Вместе с тем часть нумидийцев оказалась на территории римской провинции Африка, а в 46 г. до н. э. в состав Рима вошла и территория Нумидийского царства, образовав провинцию Новая Африка.
Впрочем, неофициально последнюю продолжали называть Нумидией, поэтому под словом нумидийцы начали понимать её жителей, и не только этнических нумидийцев. Со времён поздней Римской империи этноним «нумидийцы» постепенно вытесняет название «берберы» (др.-греч. βάρβαροι, лат. barbari) от βάρβαρος, barbarus — «варвар» или же собственно берберского aber ber — «кочевать в составе племени».